# Voltinisme
Voltinisme és un terme que es fa servir en biologia per indicar el nombre de generacions d'un organisme en un any. El terme es fa servir especialment en sericultura, quan les varietats del cuc de la seda varien en el seu voltinisme.
- Univoltí - (adjectiu) es refereix a un organisme que té una sola generació a l'any
- Bivoltí - (adjectiu) es refereix a un organisme que té dues generacions per any
- Multivoltí o polivoltí - (adjectiu) es refereix a un organisme que té més de dues generacions a l'any
- Semivoltí - (adjectiu) es refereix a un organisme cada generació del qual necessita més d'un any

## Evolució
En moltes espècies, el nombre de cicles de cria en un any està controlat genèticament i evoluciona en resposta al medi ambient. Moltes espècies fitòfagues que depenen de plantes estacionals són univoltines. Aquestes espècies també tenen capacitat de diapausa.